# Plutonaster sirius
Plutonaster sirius is een kamster uit de familie Astropectinidae.
De wetenschappelijke naam van de soort werd in 1917 gepubliceerd door Austin Hobart Clark.